# حرفية

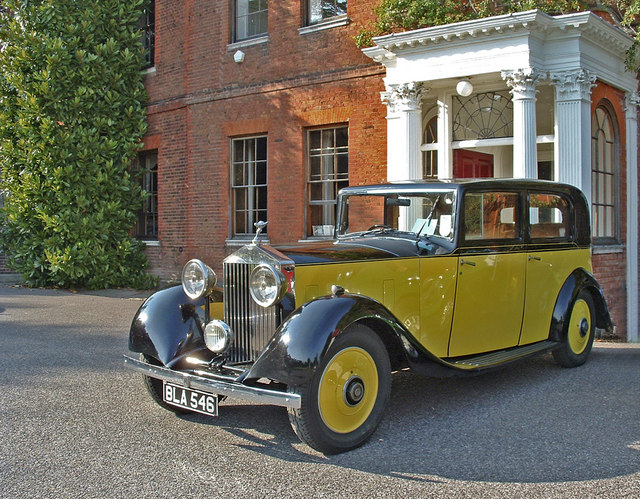

الحرفية يشير هذا المصطلح إلى جودة أعمال الصنائعي أو الحرفي. ولا ينطبق هذا المفهوم فقط على البضائع التي تُصنع يدويًا، بل يسري أيضًا على عمليات التجميع الآلية إلى حد كبير.

## تصنيع الإلكترونيات
تتأثر درجة الاعتماد على الأجهزة الإلكترونية إلى حد بعيد بجودة الحرفية. ومن ثم قامت صناعة تصنيع الإلكترونيات بوضع عدد من المعايير التوافقية الطوعية لتكون دليلاً على كيفية تصميم المنتجات وتصنيعها وفحصها واختبارها.